# اندیس آنومالی ابولحسنی
آنومالی ابولحسنی یک اندیس چندفلزی است که در حوالی شهر معلمان استان سمنان قرار دارد و مادهٔ معدنی موجود در آن، طلا است.سنگ میزبان این اندیس آندزیت و داسیت پورفیری است  در این اندیس، پاراژنز‌های گالن، اسفالریت و طلا یافت می‌شوند.